# Shining (album)
Shining – dziewiąty studyjny album fińskiego zespołu melodic doom-deathmetalowego Swallow the Sun, wydany 18 października 2024 roku przez wytwórnię płytową Century Media Records.

## Lista utworów
Opracowano na podstawie materiału źródłowego.
| Shining | Shining                        | Shining |
| Nr      | Tytuł utworu                   | Długość |
| ------- | ------------------------------ | ------- |
| 1.      | „Innocence Was Long Forgotten” | 04:20   |
| 2.      | „What I Have Become”           | 04:06   |
| 3.      | „MelancHoly”                   | 03:38   |
| 4.      | „Under the Moon and the Sun”   | 06:10   |
| 5.      | „Kold”                         | 03:48   |
| 6.      | „November Dust”                | 06:15   |
| 7.      | „Velvet Chains”                | 03:17   |
| 8.      | „Tonight Pain Believes”        | 04:15   |
| 9.      | „Charcoal Sky”                 | 04:49   |
| 10.     | „Shining”                      | 08:51   |
|         |                                | 49:29   |

## Twórcy
Opracowano na podstawie materiału źródłowego.
Zespół Swallow the Sun w składzie
- Juha Raivio - gitara, instrumenty klawiszowe
- Matti Honkonen - gitara basowa
- Mikko Kotamäki - wokal
- Juuso Raatikainen - perkusja
- Juho Räihä - gitara